# Cranoglanis henrici
Cá ngạnh (Danh pháp khoa học: Cranoglanis henrici) là một loài cá da trơn thuộc bộ cá nheo Silluriformes phân bố ở Thái Lan, Philippin, Indonesia, Trung Quốc (đảo Hải Nam, Quảng Đông, Quảng Tây và Vân Nam) và Việt Nam. Ở Việt Nam cá phân bố chủ yếu ở nơi nước chảy êm từ phía Bắc đến Nam Trung bộ. Cá ngạnh còn gọi là cá ngạnh sông, ở vùng Hải Phòng, Thái Bình, Hải Dương gọi là cá hau

## Đặc điểm
Thân cá ngạnh trơn láng, không vảy. Đầu dẹp bằng, thân và đuôi dẹp bên, có 4 đôi râu, mõm tù. Miệng cá ở phía dưới thân, hình vòng cung, môi trên dày, hàm trên dài hơn hàm dưới. Răng hàm dạng lông nhung, cong, thon dài, co lại phía sau và bị ngắt quãng ở giữa; răng cửa hàm trên rộng, yếu, hình chữ nhật. Lỗ mũi gần mõm hơn mắt, lỗ mũi sau có râu.
Viền lưng cong không đều, từ đầu mõm đến gốc vây lưng vát chéo. Vây hậu môn dài, vây đuôi chẻ sâu, hai thùy bằng nhau. Đường bên rõ và thẳng. Lưng và hai bên thân màu xám, bụng màu nhạt. Cá ngạnh là loài có kích thước trung bình, con lớn nhất đã bắt gặp nặng 4 kg. Tốc độ lớn theo năm chậm, năm thứ 2 có tốc độ tăng trưởng bằng 31,4% năm đầu, còn các năm sau chỉ bằng 19 - 23%.

## Tập tính
Cá ngạnh thuộc nhóm ăn tạp, sống ở tầng giữa, loài cá thích ẩn ở vũng xoáy và vùng nước sâu để tránh chích điện, lưới quét. Thành phần thức ăn của chúng đa dạng, gồm động vật không xương sống, côn trùng, cá con và động vật thượng đẳng. Cá thường đẻ ở hang đá ven bờ, hạ lưu các con sông lớn. Cá có tốc độ sinh trưởng nhanh, có thể nuôi mật độ cao trong lồng bè (10 con/m3). Sau 10-12 tháng nuôi có thể đạt trọng lượng 1 - 1,2 kg/con. 